# Referendo no Cazaquistão em agosto de 1995
Um referendo constitucional foi realizado no Cazaquistão em 30 de agosto de 1995.  A nova constituição foi aprovada por 90,0% dos eleitores, com participação relatada em 90,6%. 

## Resultados
| Alternativa                          | Votos     | %    |
| ------------------------------------ | --------- | ---- |
| Sim                                  | 7,212,773 | 90.0 |
| Não                                  | 800,839   | 10.0 |
| Votos inválidos/em branco            | 78,103    |      |
| Total de votos                       | 8,091,715 | 100  |
| Eleitores registrados/comparecimento | 8,933,225 | 90.6 |
| Fonte: Nohlen et al.                 |           |      |